# Eulersche Betrachtungsweise

Der rote Punkt zeigt einen möglichen Standpunkt für die eulersche Betrachtungsweise einer sich in einem Raum (schwarzes Gitter) bewegenden Gummihaut (grau)

Die eulersche Betrachtungsweise bezeichnet eine spezielle Perspektive bei der Beobachtung einer Bewegung eines Körpers, stellt also einen bestimmten Beobachterstandpunkt dar. Bei der eulerschen Betrachtungsweise oder im Euler-Bild wird die Bewegung des Körpers von einem raumfesten Punkt aus analysiert, weshalb diese Betrachtungsweise auch räumlich oder lokal genannt wird. Beispielsweise würde eine fest im Boden verankerte Boje in einem Fluss die Strömung in der eulerschen Betrachtungsweise wahrnehmen. Ein Beispiel aus der Festkörpermechanik zeigt die Abbildung rechts. Hier wird also danach gefragt, welche Bedingungen, z. B. welcher Druck oder welche Temperatur, an einem bestimmten Ort im Raum vorherrschen. Die eulersche Betrachtungsweise wird vor allem von der Strömungslehre benutzt, kommt aber auch in der Festkörpermechanik z. B. bei Umformprozessen vor.
Die eulersche Betrachtungsweise wurde von Jean-Baptiste le Rond d’Alembert 1752 eingeführt.

## Beschreibung
Im Euler-Bild steht der Beobachter einer Bewegung an einem festen Raumpunkt. Indem alle Partikel, die diesen Raumpunkt passieren, markiert werden, entsteht eine Streichlinie, die also mit der eulerschen Betrachtungsweise assoziiert ist. In der eulerschen Betrachtungsweise werden alle physikalischen Größen bezüglich der Momentankonfiguration, die zu jedem Zeitpunkt den sich bewegenden Körper für Berechnungen abbildet, dargestellt, was folglich eulersche Darstellung genannt wird. Die in der Momentankonfiguration aufgestellten Gleichungen liegen dann in der eulerschen Fassung vor. In der Kontinuumsmechanik werden die auf die Momentankonfiguration bezogenen Größen zumeist mit Kleinbuchstaben notiert. Die  eulersche Betrachtungsweise wird vor allem in der Strömungslehre angewendet.

## Vorteile
In der Strömungslehre ist die Geschwindigkeit die kinematische Unbekannte und nicht die Verschiebung, die die Partikel während ihrer Bewegung zurücklegen. Daher fällt es nicht schwer, große Deformationen zu beschreiben. Ohnehin ist ein undeformierter Ausgangszustand zumindest in der Strömungslehre oftmals weder bekannt noch von Interesse. Die Inkompressibilität eines Materials vereinfacht das Auffinden von Lösungen eines Randwertproblems, denn in den Euler-Gleichungen kann dann der Druck durch Bildung der Rotation eliminiert werden.

## Nachteile
Weil sich die physikalischen Gesetze der Mechanik auf die Materie und nicht auf Raumpunkte beziehen, bekommen die Bewegungsgleichungen durch die substantielle Ableitung konvektive, nichtlineare Anteile. Diese Anteile sorgen für eine ausgeprägte Kopplung der Gleichungen. Objektive Zeitableitungen für Spannungs- und Verzerrungstensoren sind in der Formulierung aufwändig und eng mit dem Geschwindigkeitsfeld verzahnt. Große Schwierigkeiten bereitet die Formulierung von Randbedingungen an freien Flächen. Massenzu- und ‑abflüsse sind genau zu bilanzieren.

## Zusammenfassung
Die Eigenschaften der eulerschen Betrachtungsweise sind in der folgenden Tabelle zusammengefasst:
| Eigenschaft                                         | Belegung                                         |
| --------------------------------------------------- | ------------------------------------------------ |
| Namensgeber                                         | Leonhard Euler                                   |
| Urheber                                             | Jean-Baptiste le Rond d’Alembert (1752)          |
| Beobachterstandort                                  | Raumpunkt                                        |
| Anwendung                                           | Strömungslehre, Umformvorgänge                   |
| Visualisierung                                      | Streichlinie                                     |
| Ursache der kinematischen Nichtlinearität           | Konvektion                                       |
| Zeitableitung                                       | Substantielle Ableitung, Objektive Zeitableitung |
| Aufwand für Bilanzen von Feldgrößen                 | hoch                                             |
| Zugeordnete Konfiguration                           | Momentankonfiguration                            |
| Bezeichnung der Variablen in der Kontinuumsmechanik | Kleinbuchstaben                                  |

In der Strömungslehre gilt weiterhin:
| Eigenschaft                                        | Belegung        |
| -------------------------------------------------- | --------------- |
| Kinematische Unbekannte                            | Geschwindigkeit |
| Tauglichkeit für Inkompressibilität                | hoch            |
| Tauglichkeit für Randbedingungen an freien Flächen | gering          |